# Коджатепе (квартал в Байрампаша)
Коджатепе (на турски: Kocatepe) е квартал в район Байрампаша в европейската част на Истанбул. Като се имат предвид административните му граници, квартал Йълдъръм е на север; Карталтепе, Исметпаша и Муратпаша са на изток; Алтънтепси е на юг; на запад граничи с квартал Кемер в район Есенлер. Търговският център Forum Istanbul е създаден в квартал Коджатепе на 17 ноември 2009 г.